# Ølmåafossen
Ølmåafossen er det syvendehøjeste vandfald i Norge og Europa ud fra total faldhøjde, og det næsthøjeste ud fra enkeltfald. Den ligger ved Marstein i Romsdalen i Rauma kommune i Møre og Romsdal fylke i Norge - vest for den højere Mongefossen, men på modsatte side af dalen.
Fossen har relativt lille vandføring, men har en jævn tilstrømning året rundt.

## Eksterne kilder og henvisninger
- Billede af vandfaldet
- Ølmåafossen på World Waterfall Database Arkiveret 10. oktober 2009 hos  Wayback Machine